# Podwierzbie (Stefanów)
Podwierzbie – część wsi Stefanów położona w Polsce,  w województwie mazowieckim, w powiecie garwolińskim, w gminie Żelechów. 
W latach 1975–1998 Podwierzbie administracyjnie należało do województwa siedleckiego.